# Ojojona
Ojojona (uit het Nahuatl: "Groenachtig water") is een gemeente (gemeentecode 0813) in het departement Francisco Morazán in Honduras.
Het eerste dorp is gesticht door Spaanse mijnwerkers die op zoek waren naar goud en zilver. Het lag op 3 km van de huidige locatie. Deze plaats heet nu Pueblo Viejo ("Oud dorp"). In de tijd van de Spanjaarden had Ojojona de naam Joxone.
De hoofdplaats ligt op 34 km ten zuiden van Tegucigalpa, op een kleine hoogvlakte bij de berg Hule, aan de voet van de Payagoagre. In het dorp wordt houtsnijwerk gemaakt.

## Bevolking
De bevolking is als volgt verdeeld:
| Vrouwen | 5435 | 50% |
| Mannen  | 5437 | 50% |

## Dorpen
De gemeente bestaat uit tien dorpen (aldea), waarvan de grootste qua inwoneraantal: Ojojona (code 081301), El Aguacatal (081303) en Guerisne (081307).

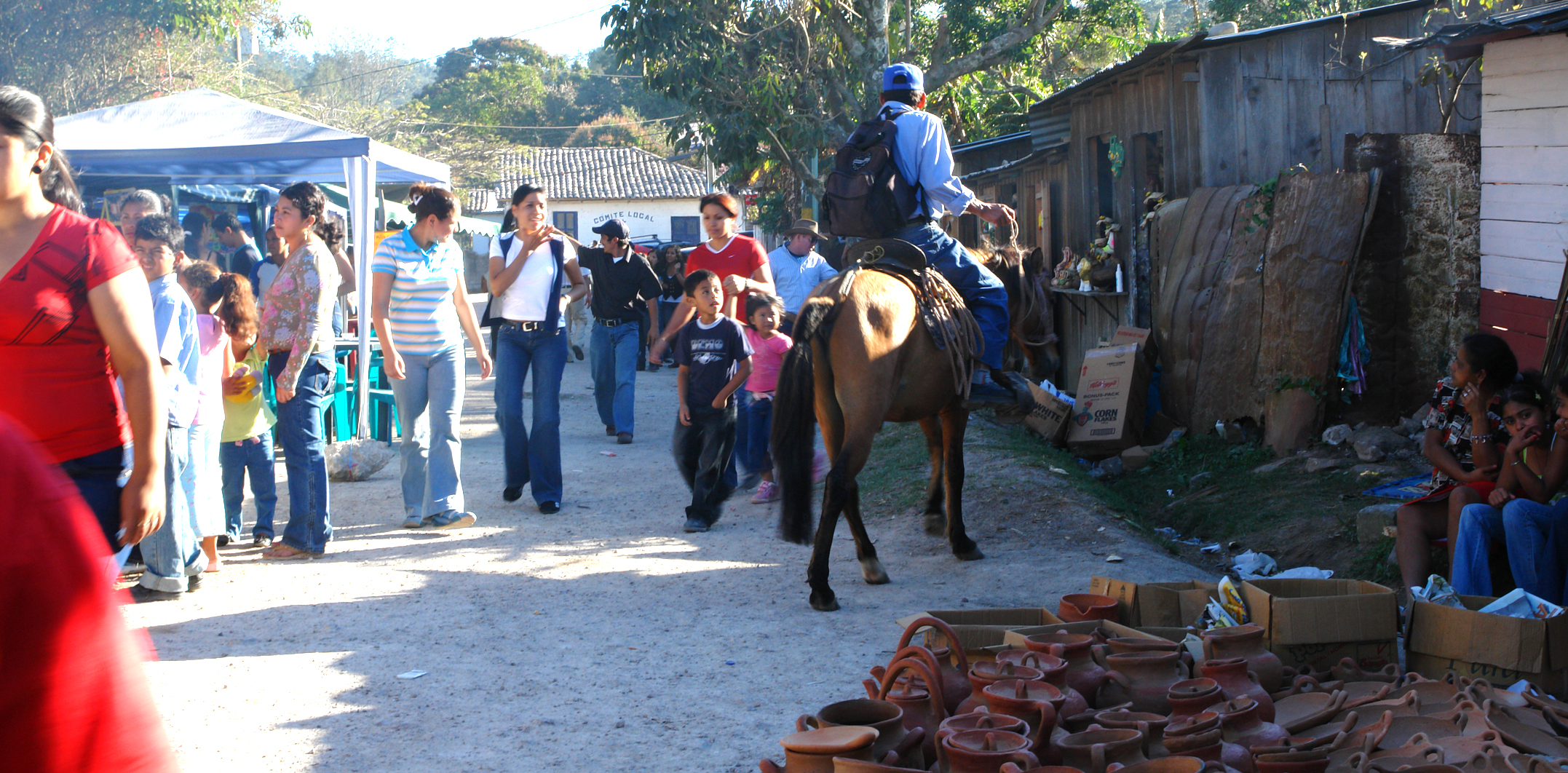
Straat in Ojojona